# Ordre de la Maison de Lippe

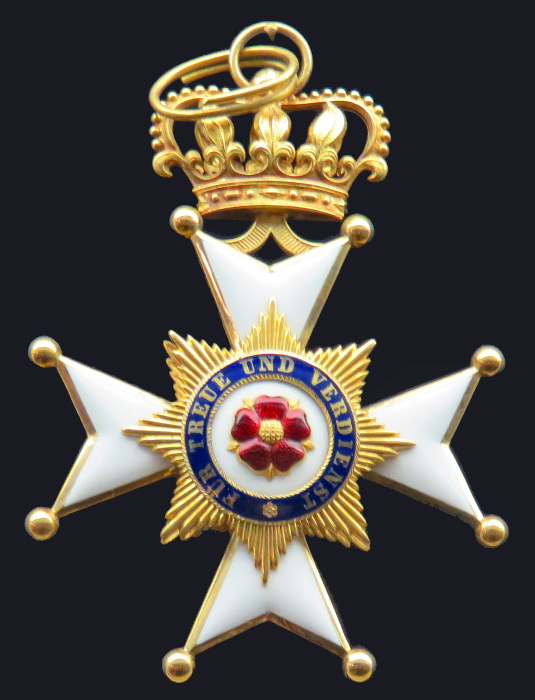
Croix d'honneur de 1re classe

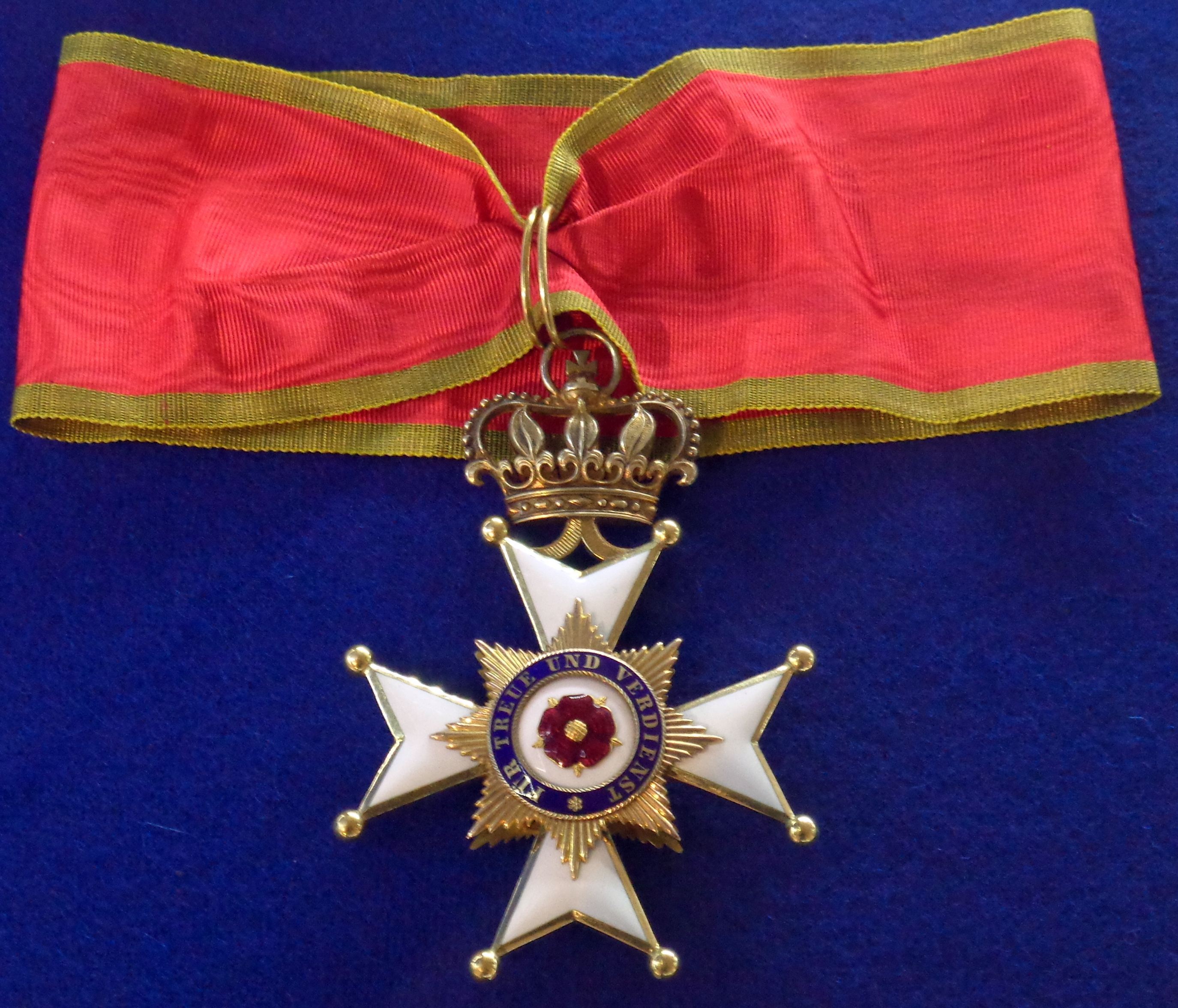
Croix d'honneur de 2e classe

L'ordre de la maison princière de Lippe est fondé le 25 octobre 1869 par les régents des maisons de Lippe et Schaumbourg-Lippe, le prince Léopold III de Lippe et Adolphe Ier de Schaumbourg-Lippe, sous la forme d'une croix d'honneur princière de Lippe, afin de pouvoir récompenser les services loyaux rendus au pays ou à la maison princière. D'après ses statuts, il est l'un des plus récents parmi les ordres de maison des maisons princières allemandes.

## Classes de l'ordre
L'ordre de la maison de Lippe est divisé en 4 classes et se composent initialement de 3 classes et de deux médailles.
Plus tard le 4e classe est introduite.
Ce classement est appliqué aussi à la croix d'honneur de l'ordre de la maison princière de Lippe :
- Croix d'honneur de 1re classe uniquement pour le conseil d'administration d'une autorité supérieure. Le port avec cordon est réservé aux princes.
- Croix d'honneur de 2e classe
- Croix d'honneur de 3e classe
- Croix d'honneur de 4e classe

Il y a aussi la croix d'honneur d'officier de l'ordre de la maison princière de Lippe avec des épées
Selon la classe, la finition diffère par le matériau, la taille et le poids. La dotation avec couronne et ruban pour le cou est portée par les princes (1re classe). Les mérites particulièrement remarquables sont récompensés par des feuilles de chêne et les mérites pendant la guerre par des épées.
Au verso, on trouve une fois dans le champ clos, en émail bleu, les lettres ornées, dorées et couronnées - LA - pour Léopold et Adolphe et, en émail vitrifié rouge avec rayons, la lettre ornée, dorée et couronnée - L - pour Léopold.
Il existe des croix de guerre et des croix d'honneur de guerre des maisons Lippe Detmold et Schaumbourg-Lippe, des insignes de membre de guerre, des décorations de service années sous-officier, la rose de Lippe, la médaille du mérite, la médaille de sauvetage, l'ordre de Bertha et l'ordre de Léopold avec la couronne et des pièces commémoratives.

## Décoration de l'ordre
Il ne fait aucun doute que l'insigne de l'ordre est inspiré par l'ordre des abbesses fondé par la sœur aînée du comte Simon-Auguste de Lippe en 1778, a servi de modèle à l'emblème. Il s'agit d'une croix de Saint-Jean en or émaillé blanc avec la rose rouge de Lippe sur fond blanc dans le médaillon. L'anneau autour du médaillon contient le devise FÜR TREUE UND VERDIENST (Pour la fidélité et le mérite) en lettres dorées sur fond bleu. Au revers se trouve, sur un émail rouge, le L doré couronné du fondateur, le prince Léopold III de Lippe.
La croix d'honneur est également décernée avec des épées pour les services rendus pendant la guerre.

## Port de la décoration
La médaille est portée sur un ruban rouge avec une bordure dorée des deux côtés. La 1re et 2e classe est portée comme une médaille au cou. Les autres classes décorées à la boutonnière ou sur le côté gauche de la poitrine. Les princes des deux maisons portent également une étoile de poitrine avec la même apparence.